# Aero2
Aero2 – sieć telefonii komórkowej w Polsce, której operatorem jest Polkomtel sp. z o.o. Dawniej również nazwa przedsiębiorstwa telekomunikacyjnego, które pod koniec listopada 2021 połączyło się prawnie z Polkomtelem.

## Historia
Spółka została wpisana do rejestru przedsiębiorców 12 maja 2008 roku, inicjując swoją działalność jako strukturalny operator telefonii komórkowej w Polsce. Świadczyła usługi pod markami Aero2 i wRodzinie. Przedsiębiorstwo było głównym akcjonariuszem Sferii i poprzez związki kapitałowe z Polkomtelem, częścią grupy mediowo-telekomunikacyjnej Cyfrowy Polsat.
Spółka posiadała 4785 pozwoleń na budowę stacji bazowych UMTS900 oraz 119 pozwoleń na budowę stacji bazowych LTE 2600. Dzięki przejęciu kontroli nad spółką Mobyland i powiązaniu z operatorem CenterNet, miała prawo do użytkowania dwóch 10 MHz kanałów w paśmie 1800 MHz. Początkowo służyły one do budowy sieci GSM, ale ostatecznie zostały połączone i dzięki neutralności technologicznej zapisanej w rezerwacji częstotliwości i pozwoleniach radiowych posłużyły do budowy pierwszej w Polsce komercyjnie oferowanej usługi LTE typu FDD sprzedawanej hurtowo innym operatorom.
10 listopada 2009 Prezes UKE dokonał na rzecz Aero2 rezerwacji częstotliwości 2570–2620 MHz z przeznaczeniem do świadczenia usług telekomunikacyjnych w sieciach szerokopasmowego bezprzewodowego dostępu do internetu w technologii LTE TDD na obszarze całego kraju.

### Fuzja z CenterNet
CenterNet był operatorem telefonii komórkowej działającym w Polsce od połowy roku 2008. Spółka była piątym operatorem infrastrukturalnym na polskim rynku, który na rynkach światowych współpracował między innymi z firmą T-Mobile. Firma planowała utworzyć dwie różne marki telefonii cyfrowej, z których jedną miała być Extreme Mobile – marka skierowana do ludzi młodych. Druga natomiast do środowiska Radia Maryja i Telewizji Trwam i tylko ten projekt został wdrożony.
Od sierpnia 2008 CenterNet był sponsorem strategicznym (tytularnym) polskiej ekstraligi żużlowej, umowa z zarządem ligi obowiązywała do końca roku 2010.
W dniu 6 sierpnia 2009 roku CenterNet SA podpisał list intecyjny z Mobyland sp. z o.o., o połączeniu obu sieci w jedną, wzajemnym udostępnianiu infrastruktury oraz o wspólnym planowaniu, budowaniu i utrzymaniu sieci telekomunikacyjnych. Docelowo obie sieci chciały wspólnie zbudować operatora, który oferowałby klientom mobilną sieć Long Term Evolution (LTE, 3.9G). List intencyjny ważny był do 30 września 2009 roku.
W dniu 31 grudnia 2014 roku nastąpiło formalne połączenie spółek CenterNet i Aero2. Aero2 weszła we wszystkie prawa i obowiązki CenterNetu, co jednocześnie skutkowało wypisaniem drugiej z tych spółek z rejestru przedsiębiorców.

### Fuzja z Mobyland
Spółka Mobyland była strukturalnym operatorem telefonii komórkowej w Polsce. Należała, tak jak Aero2, do grupy kapitałowej Midas S.A.
21 maja 2007 spółka przystąpiła do przetargu na rezerwację częstotliwości do wykorzystania w publicznej ruchomej sieci telekomunikacyjnej w paśmie 1800 MHz. 30 listopada 2007 otrzymała rezerwację częstotliwości. W czerwcu 2009 Urząd Komunikacji Elektronicznej zgodził się, żeby spółka rozpoczęła działalność z trzymiesięcznym opóźnieniem. W lipcu 2009 włoska firma Eutelia, pierwszy właściciel spółki, sprzedała wszystkie udziały spółce Aero2.
Jak uważa wielu ekspertów rynku telekomunikacyjnego, operatorowi nie zależy na budowaniu nowej marki, ponieważ główny udziałowiec, firma Aero2, skupia się na hurtowym wykorzystaniu częstotliwości, a usługi uruchomione przez Mobyland służyły jedynie spełnieniu koncesyjnego wymogu dla utrzymania rezerwacji częstotliwości.
Dnia 7 września 2010 firma Mobyland, we współpracy z CenterNet, uruchomiła pierwszą komercyjną sieć LTE 1800 z kanałem 20 MHz. Jest to pierwsza komercyjna sieć telekomunikacyjna w technologii LTE w zharmonizowanym paśmie 1800 MHz (pasmo 3 według standardu 3GPP) uruchomiona w Polsce.
17 listopada 2010 Mobyland zaprezentował pierwszy na świecie komercyjny modem LTE 1800 MHz.
7 października 2015 spółka formalnie połączyła się z Aero2 i została wykreślona z rejestru przedsiębiorców.

### Fuzja z Midasem
Midas S.A. był spółką akcyjną z siedzibą w Warszawie, założoną w 1994 jako jeden z Narodowych Funduszy Inwestycyjnych. Od 1997 notowana była Giełdzie Papierów Wartościowych w Warszawie.
Statutowym przedmiotem działalności spółki było nabywanie papierów wartościowych, rozporządzanie i wykonywanie praw z papierów wartościowych, udzielanie i zaciąganie pożyczek oraz zaciąganie kredytów.
Od 2007 fundusz głównie inwestował w przedsiębiorstwa branży telekomunikacyjnej.
12 lutego 2013 roku spółka zmieniła nazwę na Midas S.A. Było to spowodowane wejściem w życie ustawy z dnia 30 marca 2012 roku o uchyleniu ustawy o narodowych funduszach inwestycyjnych i ich prywatyzacji oraz o zmianie niektórych ustaw, nakładającej na spółki utworzone na mocy ustawy z dnia 30 kwietnia 1993 roku o narodowych funduszach inwestycyjnych i ich prywatyzacji obowiązek zmiany firmy w taki sposób, że nowa firma nie będzie zawierała oznaczenia „Narodowy Fundusz Inwestycyjny” lub skrótu „NFI”.
21 kwietnia 2017 roku spółka połączyła się prawnie ze swoją spółką zależną Aero2 jako spółka przejmowana, co skutkowało wypisaniem jej z rejestru przedsiębiorców.

### Fuzja z Polkomtelem
Dnia 30 listopada 2021 doszło do fuzji ze spółką Polkomtel, właścicielem marki Plus. Dotychczasowe usługi telekomunikacyjne przedsiębiorstwa Aero2 od tej pory są świadczone przez Polkomtel.

## wRodzinie
W czerwcu 2009 operator (wówczas CenterNet) podpisał umowę z Fundacją Lux Veritatis o utworzeniu sieci komórkowej o nazwie wRodzinie przeznaczonej głównie dla osób starszych oraz słuchaczy Radia Maryja i widzów Telewizji Trwam. W ofercie zapewnione są bezpłatne połączenia do studia mediów toruńskich. W przyszłości będzie można wykonywać bezpłatne rozmowy do kilku wybranych osób z rodziny. Telefonia oferuje model telefonu, który jest przeznaczony dla osób chorych i starszych, a także specjalnego „Fonka” – komórkę dla małych dzieci. Świadczenie usługi wRodzinie rozpoczęto 11 lipca 2009.
Umowa została równocześnie wypowiedziana przez operatora i zarząd fundacji 30 czerwca 2010, w związku z konfliktem zaistniałym pomiędzy stronami umowy. Fundacja zarzuciła CenterNet niewywiązanie się z warunków umowy. CenterNet uważał, że oświadczenie Fundacji o zakończeniu współpracy jest niezgodne z prawdą i świadomie wprowadza opinię publiczną w błąd. Jednakże innym powodem wypowiedzenia umowy mógł być konflikt interesów wynikający z zakupu w maju tego samego roku firmy CenterNet przez Zygmunta Solorza-Żaka, właściciela m.in. Cyfrowego Polsatu.

## Bezpłatny Dostęp do Internetu (BDI)

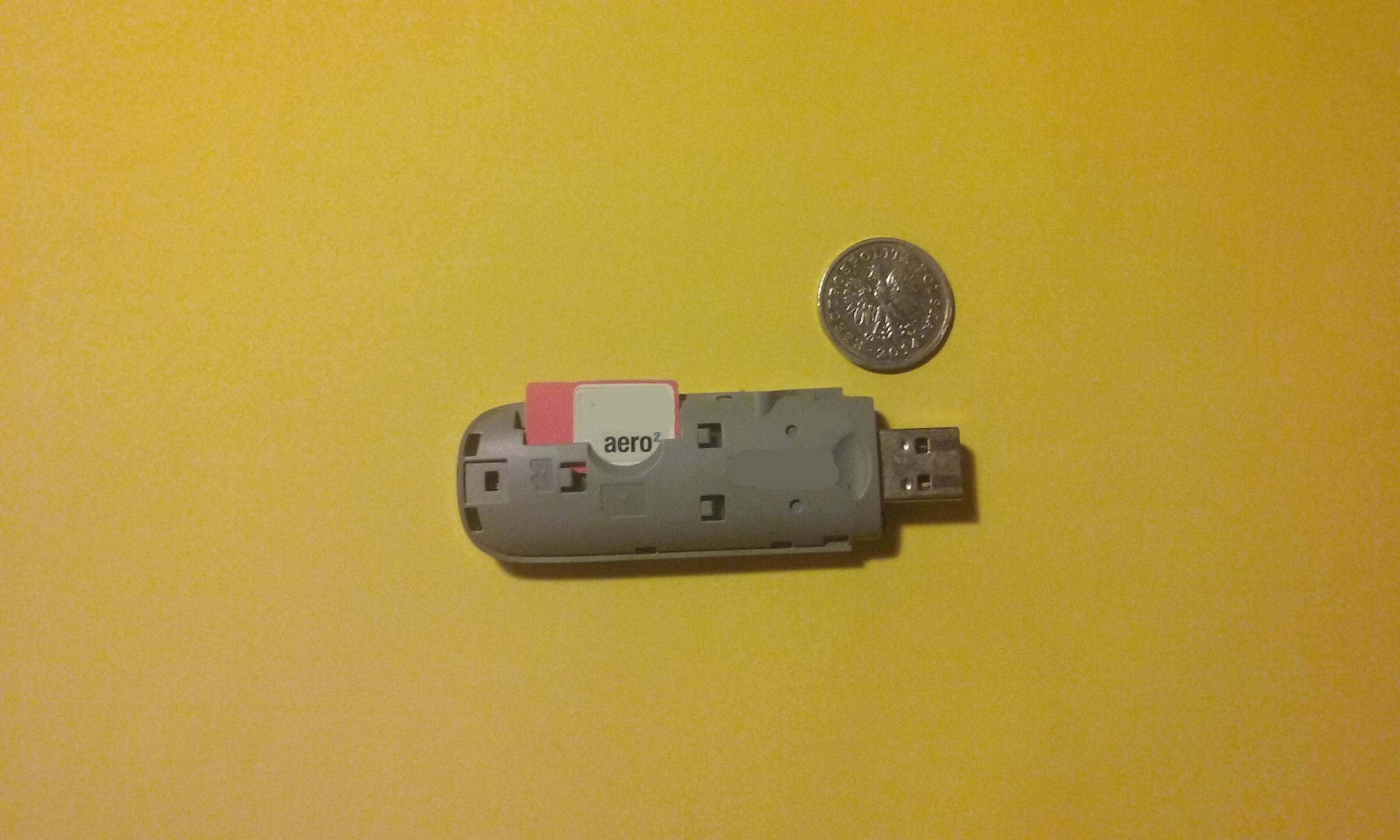
Modem mobilny Huawei E173u-2 z kartą SIM do BDI Aero2

Od 10 maja 2011 spółka realizując warunki przetargu udostępniła bezpłatny dostęp do internetu na terenie Polski. Wraz z firmą Sferia buduje infrastrukturę bezprzewodowego dostępu do Internetu, z której korzysta sieć Cyfrowy Polsat oferując usługi zarówno w oparciu o sieć UMTS, jak i LTE.
Oferowany przez spółkę Bezpłatny Dostęp do Internetu (BDI) powinien mieć maksymalną prędkość transmisji danych 512 kb/s, która według zapisów przetargu nie może być mniejsza niż 256 kb/s. Wcześniej przez pierwszy rok świadczenia usługi maksymalna prędkość wynosiła 256 kb/s. Połączenie z siecią jest przerywane co 60 minut, ale możliwe jest uzyskanie nowego połączenia po uprzednim rozwiązaniu kodu CAPTCHA wprowadzonego 1 kwietnia 2014 r. Usługa miała być oferowana przez 3 lata, licząc od dnia 22.12.2011, jednakże z powodu niewypełniania zobowiązań przetargowych, ówczesna prezes UKE, Anna Streżyńska, zobowiązała spółkę Aero2 do przedłużenia świadczenia tej usługi do dnia 21.12.2016 r. Korzystanie z usługi wymaga pisemnego zamówienia karty SIM u operatora.
W technologii LTE TDD 2,6 GHz nadal będzie można korzystać z bezpłatnego internetu. Prezes UKE wyraziła zgodę na przesunięcie terminu budowy infrastruktury LTE, w konsekwencji czego obowiązek świadczenia darmowego internetu przez spółkę Aero2 został przedłużony do 21 grudnia 2016 roku. W związku z decyzją Prezesa Urzędu Komunikacji Elektronicznej z dnia 22 listopada 2016 r. spółka Aero2 będzie dostarczać BDI jeszcze przez 3 lata po tym, jak zostanie osiągnięte 50% pokrycie ludnościowe Polski z użyciem częstotliwości 2570–2620 MHz, które są wykorzystywane w technologii 5G. Polkomtel, operator sieci Plus i Aero2, poinformował o zakończeniu z dniem 30 grudnia 2024 roku usługi Bezpłatnego Dostępu do Internetu (BDI).

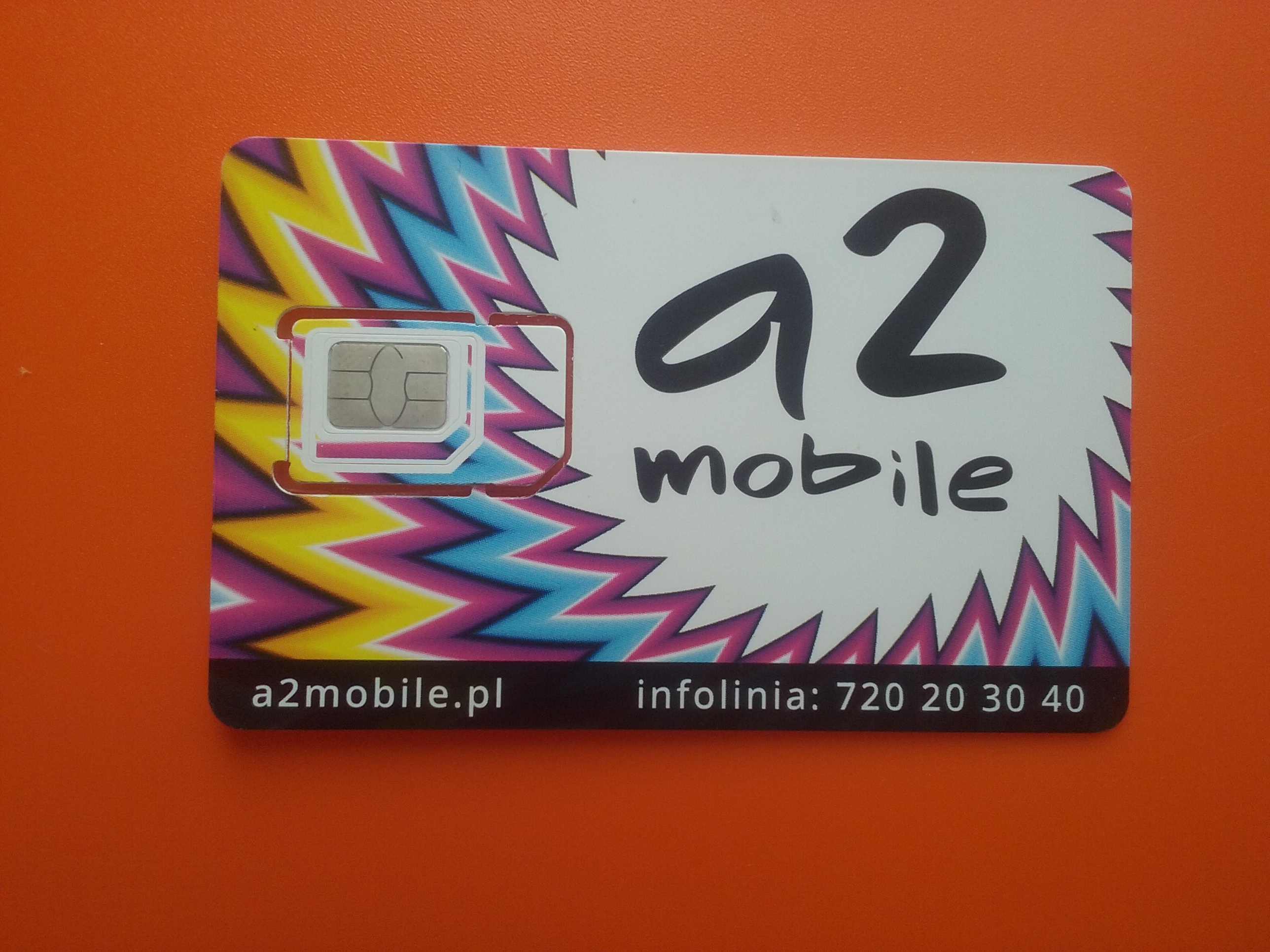
Karta SIM a2mobile

7 września 2016 roku operator uruchomił markę a2mobile, która oferuje usługi głosowe i mobilny internet w systemie pre-paid. A2mobile korzysta z sieci własnej Aero2 Sp. z o.o., oraz z nadajników sieci Plus. Usługi są świadczone w technologii 2G, 3G oraz LTE i LTE Advanced. Od 30 listopada 2018 marka a2mobile wskutek wydzielenia zorganizowanej części przedsiębiorstwa została przeniesiona do operatora Premium Mobile Sp. z o.o.